# Ypthima mabillei
Ypthima mabillei är en fjärilsart som beskrevs av Aurivillius 1898. Ypthima mabillei ingår i släktet Ypthima och familjen praktfjärilar. Inga underarter finns listade i Catalogue of Life.